# 變色擬花鮨
變色擬花鮨，又稱變色擬花鱸，為輻鰭魚綱鱸形目鱸亞目鮨科的其中一種，分布於中東太平洋的法屬波里尼西亞海域，棲息深度14-30公尺，體長可達7.2公分，生活在珊瑚礁區，為底棲性魚類，屬肉食性，生活習性不明。

## 擴展閱讀
維基物種上的相關：變色擬花鮨